# Eugene M. Travis

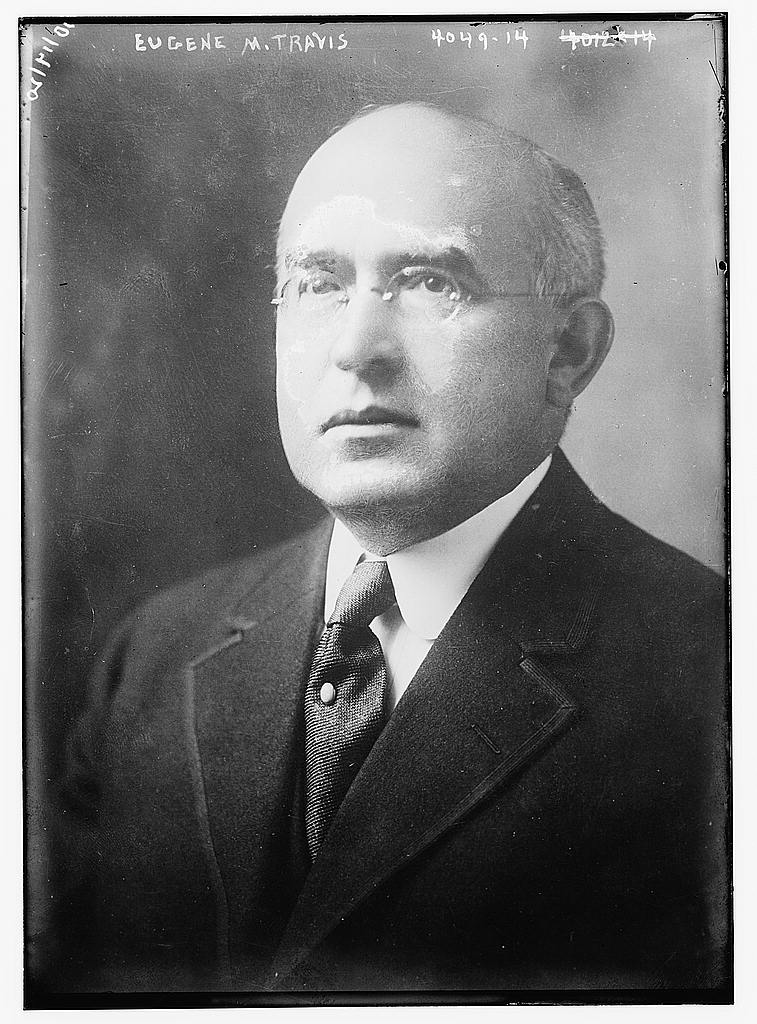
Eugene M. Travis (um 1915)

Eugene Mabbett Travis (* 10. Juni 1863 in Brooklyn, New York; † 25. Juli 1940 ebenda) war ein US-amerikanischer Geschäftsmann und Politiker. Er war von 1915 bis 1920 New York State Comptroller.

## Werdegang
Eugene Mabbett Travis wurde während des Bürgerkrieges in der damals noch eigenständigen Stadt Brooklyn geboren. Über seine Jugendjahre ist nichts bekannt. 1884 heiratete er Fannie Bell Peck (* 1863). Er gehörte der Republikanischen Partei an. Von 1907 bis 1912 saß er für den 6. Bezirk im Senat von New York (130. bis 135. New York State Legislature). Bei den Wahlen im Jahr 1914 wurde er zum New York State Comptroller gewählt und 1916 sowie 1918 wiedergewählt.
1921 wurden Travis, sein Nachfolger James A. Wendell und der Anleihenmakler Albert L. Judson unter dem Anklagepunkt des schweren Diebstahls angeklagt. Es wurde aufgeführt, dass Travis als New York State Comptroller und Wendell als Deputy Comptroller Anleihen von Judson zu Preisen über dem Marktwert für den State Sinkung Fund erworben hatten, was einen Verlust von 230.000 US-Dollar für den Staat bedeutete. Die Anklage wurde später wegen fehlender Beweise für die kriminelle Absicht abgewiesen.
Travis verstarb 1940 in seinem Heim an der 436 Grand Avenue in Brooklyn.